# Tullio Avoledo
Tullio Avoledo (ur. 1 czerwca 1957 roku w Valvasone) – włoski pisarz fantastyki naukowej.

## Życiorys
Tullio Avoledo z wykształcenia jest prawnikiem, obecnie pracuje w kancelarii banku. 
Jego pierwsza powieść "L'elenco telefonico di Atlantide" napisana w 2003 roku stała się bestselerem we Włoszech.
Avoledo zajmuje się głównie tematyką science fiction. Kolejnym sukcesem była "Tre sono le cose misteriose", za którą w roku 2006 dostał prestiżową nagrodę Grinzane. Jego najnowsza powieść Korzenie niebios została wydana w ramach Uniwersum Metro 2033. W Polsce ukazała się w 2013.

## Dorobek pisarski
- 2003: L'elenco telefonico di Atlantide
- 2003: Mare di Bering
- 2005: Lo stato dell'unione
- 2005: Tre sono le cose misteriose
- 2007: Breve storia di lunghi tradimenti
- 2008: La ragazza di Vajont
- 2008: L'ultimo giorno felice
- 2009: L'anno dei dodici inverni
- 2011: Un buon posto per morire
- 2011: Le radici del Cielo (Korzenie niebios, przeł. Piotr Drzymała, Kraków 2013)
- 2014: La crociata dei bambini (Krucjata dzieci, przeł. P. Drzymała, Kraków 2017)
- 2016: Chiedi alla luce
- 2018: Метро 2035: Конклав тьмы
- 2018: Furland®
- 2020: Nero come la notte
- 2021: Come navi nella notte
- 2022: Non è mai notte quando muori